# 朱敬鎔
秦靖王朱敬鎔（1541年—1576年）是明朝秦宣王朱懷埢之子。他在嘉靖二十九年（1550年）十二月封隆德王。
嘉靖四十五年（1566年），因朝廷定下旁支不许袭爵的新规，礼部指秦宣王系旁支续封，作为其子的隆德王也应该被革除袭封资格，其作为亲王子受封的郡王爵位也应该取消。明穆宗认为秦宣王是在新规定出台前袭王爵，没有处理。
隆慶三年（1569年）嗣封秦王。朱敬鎔在萬曆四年（1576年）去世，諡號靖，他的兒子秦敬王朱誼澏繼承他。

## 家庭

### 子女

#### 子
1. 秦敬王朱誼澏
2. （夭折）
3. 秦肅王朱誼漶
4. 崇信王朱誼𣴖

| 無 原因：明政府封之 | 明隆德國國王 1550年－1569年 | 無 原因：襲封秦國，封國廢除 |
| 前任： 父宣王朱懷埢 | 明秦國國王 1569年－1576年   | 繼任者： 子敬王朱誼澏       |